# Jarosław Durka
Jarosław Durka (ur. 1970 w Ostrzeszowie) – polski historyk, doktor habilitowany nauk humanistycznych w dyscyplinie historia, profesor Uniwersytetu Kaliskiego, zatrudniony w Instytucie Interdyscyplinarnych Badań Historycznych. Specjalizuje się w historii najnowszej Polski, ze szczególnym uwzględnieniem historii ziemiaństwa i arystokracji w XX wieku, stosunków państwowo-kościelnych po 1945, stosunków polsko-rumuńskich w XX wieku, historii regionalnej i dydaktyki historii.

## Życiorys
Ukończył Liceum Ogólnokształcące im. Marii Skłodowskiej-Curie w Ostrzeszowie, a następnie studia historyczne w Instytucie Historii Uniwersytetu Opolskiego (tytuł pracy magisterskiej: Rezydenci i goście pałacu Radziwiłłów w Antoninie, promotor Stanisław S. Nicieja). W 2003 też na Uniwersytecie Opolskim uzyskał stopień naukowy doktora nauk humanistycznych w zakresie historii, tytuł pracy: Janusz Radziwiłł (1880-1967). Biografia polityczna (promotor: Marek Masnyk). Od 1996 pracuje jako nauczyciel w Myszkowie (przez kilka lat pracował też w liceum w Koziegłowach). Od 2013 jest uczestnikiem Centralnego Projektu Badawczego IPN: „Władze komunistyczne wobec Kościołów i związków wyznaniowych w Polsce 1944–1989” (koordynator: Konrad Białecki, a następnie Rafał Łatka). W latach 2013-2023 pracował w Instytucie Historii Uniwersytetu Opolskiego jako wykładowca na zleceniach, a w latach 2019-2023 w Regionalnym Ośrodku Doskonalenia Nauczycieli „WOM” w Częstochowie jako nauczyciel-doradca metodyczny z historii. Od 2022 pracuje w Instytucie Interdyscyplinarnych Badań Historycznych Uniwersytetu Kaliskiego im. Prezydenta Stanisława Wojciechowskiego. W 2023 na Uniwersytecie Kardynała Stefana Wyszyńskiego w Warszawie uzyskał stopień naukowy doktora habilitowanego (na podstawie pracy Władze Polski „ludowej” wobec Jasnej Góry w latach 1945-1989).

## Wybrane publikacje
- (współautorzy: Kazimierz Miroszewski, Marek Nita, Jan Związek) Po obu stronach Warty. Zarys dziejów Myszkowa, Myszków 2010[6]
- Janusz Radziwiłł 1880-1967. Biografia polityczna, Warszawa 2011[7]
- (redakcja) Górny Śląsk i Wielkopolska w XIX i w pierwszej połowie XX wieku. Wybrane aspekty z dziejów polityki i edukacji, Poznań 2012[8]
- (redakcja) Szkice z dziejów autonomii śląskiej w Drugiej Rzeczypospolitej, Katowice 2013[9]
- (redakcja) Problemy i sukcesy polskiej rodziny w przeszłości i teraźniejszości. Studia historyczno-społeczne, Kalisz 2013[10]
- (redakcja) Państwo-religia. Instytucje państwowe i obywatele wobec religii  w Europie Środkowo-Wschodniej w XX wieku, T. I, Kalisz 2014[11]
- (redakcja) Państwo-religia. Instytucje państwowe i obywatele wobec religii w Europie Środkowo-Wschodniej w XX wieku, T. II, Kalisz 2018[12]
- (redakcja, wspólnie z Kazimierzem Miroszewskim) Zeszyty Myszkowskie nr 5: Drogi ziemi myszkowskiej do niepodległości, Myszków 2018[13]
- (współautorstwo z Kazimierzem Miroszewskim), W służbie św. Floriana. Ochotnicze Straże Pożarne w Myszkowie (1916-2018), Katowice 2020[14][15]
- (redakcja, wspólnie z Aleksandrem Smolińskim), Wokół Pierwszego Marszałka Polski Józefa Piłsudskiego męża stanu, wodza i bohatera narodowego, Toruń 2020[16]
- Władze Polski „ludowej” wobec Jasnej Góry w latach 1945-1989, Warszawa- Katowice 2021[17]
- Yanush Radzivill (1880-1967) : politichna biografiya,  pereklav Andrii Bondar, Ternopil 2023[18]

## Nagrody i wyróżnienia
- 2019: Medal Komisji Edukacji Narodowej[2]
- 2021: Wyróżnienie książki W służbie św. Floriana. Ochotnicze Straże Pożarne w Myszkowie (1916-2018) przez Komisję Historyczną Związku Ochotniczych Straży Pożarnych RP w XXVII Konkursie na pamiętniki, wspomnienia, relacje i opracowania „Z dziejów OSP”[2]
- 2022: Nagroda Ministra Edukacji i Nauki za wybitne osiągnięcia w pracy dydaktycznej i wychowawczej[19]
- 2022: Medal Stulecia Odzyskanej Niepodległości[2]